# Cake (film 2014)
Cake è un film del 2014 diretto da Daniel Barnz, scritto da Patrick Tobin, interpretato da Jennifer Aniston, Adriana Barrazza, Felicity Huffman, William H. Macy, Anna Kendrick e Sam Worthington. Ha debuttato nella sezione Special Presentations del Toronto International Film Festival 2014.
La performance di Aniston è stata elogiata e ha ottenuto le nomination per lo Screen Actors Guild Award ed il Golden Globe.

## Trama
Un anno dopo aver subito un incidente nel quale ha perso il figlio, l'ex avvocato Claire Bennett vive lottando sia contro il dolore per la morte del figlio sia contro il dolore cronico dovuto ai postumi delle fratture subite. È irascibile, scostante con tutti e dipendente dai farmaci ed è aiutata e sostenuta da Silvana, una signora messicana che la assiste in tutto. Frequenta un gruppo di supporto psicologico senza trarne beneficio e sviluppa una dipendenza dagli antidolorifici che assume in dosi sempre più forti. La notizia del suicidio di Nina, una donna del suo gruppo di supporto, la porta a interessarsi dei dettagli di questa scelta estrema e a conoscere prima il marito e poi il bambino di Nina con i quali lentamente svilupperà un rapporto toccante fatto di piccole confidenze e affetto. Nonostante questo Claire è sempre alle prese con la sua cruda tragedia personale e per lei è molto difficile affrontare i fantasmi del passato e reagire per ricomporre la sua vita. A piccoli passi prova a combattere la depressione in cui è crollata dopo la morte del figlio di cui si ritiene responsabile.

## Distribuzione
Il film è stato presentato in anteprima al Toronto International Film Festival l'8 settembre 2014.

## Riconoscimenti
- 2015 - Golden Globe[2]
  - Nomination Miglior attrice in un film drammatico a Jennifer Aniston
- 2015 - Screen Actors Guild Award[2]
  - Nomination Miglior attrice protagonista a Jennifer Aniston
- 2015 - Critics' Choice Awards[2]
  - Nomination Miglior attrice protagonista a Jennifer Aniston